# Epeorus fragilis
Epeorus fragilis je druh jepice z čeledi Heptageniidae. Přirozeně se vyskytuje v Severní Americe. Preferuje čisté, rychle tekoucí potoky a řeky s kamenitým dnem, kde se nymfy přichycují k substrátu. Nymfy mají zploštělé tělo přizpůsobené životu v rychle tekoucích vodách. První pár žaberních lístků má velké přední laloky, které se setkávají pod tělem nymfy. Dospělci jsou světle zbarvení a mají průhledná křídla. E. fragilis se velmi podobá Epeorus vitreus. Oba druhy se líhnou i ve stejném období roku. Jako první tento druh popsal Gary Scott Morgan v roce 1911.